# MTs-116M
MTs-116M là loại súng bắn tỉa được thiết kế vào năm 1997 cho lực lượng thi hành công vụ bởi TSKIB SOO (một phần của Konstruktorskoe Buro Priborostroeniya (Конструкторское бюро приборостроения) tại Tula). Thiết kế của loại súng này dựa trên loại súng săn bắn phát một MTs-116 rất thành công được sử dụng bởi các đội bắn súng của Nga trong các cuộc thi quốc tế rất chính xác trong khoảng cách từ 100 đến 300 m. MTs-116M được chế tạo với số lượng giới hạn và phân cho nhiều lực lượng thi hành công vụ tại Nga với phạm vi hoạt động hiệu quả là 800 m.

## Thiết kế
MTs-116M sử dụng khóa nòng trượt và xoay với hai móc khóa viên đạn cố định vào vị trí. Nòng súng được gắn một cách tự do và khá nặng để tăng độ chính xác của súng. Nòng súng được tích hợp bộ phận chống chớp sáng. MTs-116M sử dụng loại đạn 7.62x54mmR với hộp đạn rời 5 hay 10 viên. Báng súng được làm bằng gỗ có khả năng điều chỉnh chiều dài và chiều cao. Súng có thể gắn chân chống chữ V để tăng khả năng tác chiến.
Hệ thống nhắm cơ bản của loại súng này là ống nhắm hoặc hệ thống nhìn trong đêm có thể gắn vào và tháo ra nhanh chóng. MTs-116M cơ bản không có điểm ruồi.